# Умберто Роса
Умберто Роса (ісп. Humberto Rosa, 8 квітня 1932, Буенос-Айрес — 8 вересня 2017, Падуя) — аргентинський, а згодом італійський футболіст, що грав на позиції півзахисника. По завершенні ігрової кар'єри — тренер.

## Клубна кар'єра
У дорослому футболі дебютував 1948 року виступами на батьківщині за «Росаріо Сентраль», в якій провів шість сезонів, взявши участь у 88 матчах чемпіонату.
У грудні 1954 року за 1,25 млн. аргентинських песо (приблизно 30 мільйонів тогочасних італійських лір) перейшов до італійської «Сампдорії».
За два роки, у 1956, перейшов до «Падови», де провів наступні п'ять років, що були найуспішнішими в історії клубу — команда під керівництвом тренера Нерео Рокко була серед лідерів італійської першості, зокрема за результатами сезону 1957/58 здобула «бронзу» Серії A. Під час виступів за «Падову» Роса, батьки якого мали італійське походження, отримавши італійське громадянство, викликався до другої збірної Італії, за яку провів 1959 року одну гру.
1961 року гравця запросив до своїх лав діючий на той час чемпіон Італії «Ювентус», проте довіри тренерського штабу «старої сіньйори» він не виправдав, зокрема не зумів замінити на полі багаторічного лідера команди Джамп'єро Боніперті, що саме завершив кар'єру.
Тож провівши за туринський клуб протягом сезону лише 18 ігор у чемпіонаті, перед початком сезону 1962/63 перебрався до «Наполі». У своєму першому сезоні в Неаполі не зумів допомогти команді зберегти місце в Серії A і сезон 1963/64, який став для гравця останнім у кар'єрі, проводив у її складі у другому італійському дивізіоні.

## Кар'єра тренера
За два роки після завершення ігрової кар'єри, у 1966, повернувся до «Падови», команди, в якій провів свої найкращі роки, і де змінив Серафіно Монтаріні на посаді головного тренера. Під його керівництвом команда, що була середняком другого італійського дивізіону, змогла вийти до фіналу Кубка Італії 1967, де мінімально, з рахунком 0:1, поступилася «Мілану». За результатами сезону 1968/69 «Падова» посіла останнє місце у Серії B і понизилася в класі до третього дивізіону. Наступного сезону Роса спробував повернути команду до другого дивізіону, утім безуспішно, і невдовзі по його завершенні був звільнений.
Згодом протягом 1970-х встиг попрацювати без особливих успіхів із низкою італійських, здебільшого нижчолігових, команд, зокрема з «Удінезе», «Про Патрією» та «Венецією».
А останнім місцем тренерської роботи Умберто Роси був клуб «Ровіго», головним тренером команди якого той був з 1982 по 1983 рік.
Помер 8 вересня 2017 року на 86-му році життя в Падуї.